# Кваша Сергій Миколайович
Проректор з науково-педагогічної роботи та розвитку. Доктор економічних наук, професор
Академік НААН з 2013 року. Заслужений діяч науки і техніки України, 2018 р. Відмінник освіти і науки України. Орден "За заслуги" III ступеня 2013 р. Орден"За заслуги" II ступеня, 2018 р.

## З життєпису
Народився 29.09.1958 р. у с. Велика Севастянівна Христинівського району на Черкащині. У 1975–1980 рр. навчався в УСГА за спеціальністю «Економічна кібернетика». У стінах рідної академії розпочав професійну діяльність: у 1980–1982 рр. — економіст-математик обчислювальної лабораторії; у 1982–1984 рр. — заступник секретаря комітету комсомолу; в 1984–1989 рр. — стажист, аспірант кафедри економіки сільського господарства; з 1989 р. — асистент кафедри організації сільськогосподарського виробництва, на якій захистив кандидатську дисертацію. Упродовж травня-серпня 1992 року разом з іншими науково-педагогічними працівниками проходив стажування у PennState University (США). У 1992–1999 рр. обіймав посади асистента та доцента кафедри світового сільського господарства та зовнішньоекономічної діяльності НАУ. За період діяльності на кафедрі спільно з колективом викладачів сформував навчально-наукову концепцію підготовки аграрних фахівців за спеціальністю «Зовнішньоекономічна діяльність».
З 2001 до 2008 р. — декан економічного факультету НАУ. У 2002 р. захистив докторську дисертацію, в 2004 р. йому присвоєно вчене звання професора кафедри державного управління. З 2007 р. є членом-кореспондентом НААН. В 2008 р. обраний академіком-секретарем відділення аграрної економіки та земельних відносин НААН. За період роботи в академії був обраний членом її Президії.
З січня 2011по жовтень 2012 року обіймав посаду директора Департаменту економічного розвитку  аграрного ринку Міністерства аграрної політики та продовольства України. Був членом Колегії міністерства, головою секції з аграрної економіки Науково-експертної ради, головою і членом кількох робочих груп. Після завершення роботи у МІнагрополітики упродовж 2012–2013 р. працював в. о. віце-президента НААН. У 2013 р. загальними Зборами  академії обраний дійсним членом, академіком НААН. З 2013 до 2014 р. — перший заступник директора з наукової роботи ННЦ «Інститут аграрної економіки». З червня 2014 р. і до нині проректор НУБіП України. 
Як провідний вчений у галузі аграрної економічної науки, бере активну участь в атестації наукових кадрів вищої кваліфікації. З 2006 до 2014 р. був членом, заступником голови, а з 2009 до 2011 р. — головою експертної ради ВАК України з економічних спеціальностей. У 2007 р. обраний членом ДАК з економіки, експертом МОН України з ліцензування та акредитації ВНЗ України. З 2004 до 2010 р. займав посаду заступника голови спеціалізованої вченої ради із захисту дисертацій у НУБіП України, з 2011 до 2013 р. був членом цієї ради, а з 2017 р. по нині є  головою цієї ради. За період наукової діяльності підготував 10 докторів та 23 кандидати наук, нині здійснює наукове керівництво дослідженнями ще 5 докторами філософії. Особисто та у співавторстві опублікував понад 200 наукових праць, зокрема три монографії, три посібники і два підручники.
С. М. Кваша — відомий вчений у зарубіжних країнах. У 2007 р. був запрошений як асоційований іноземний член Спілки польських економістів сільського господарства та агробізнесу — SERIA та обраний іноземним членом цієї спілки. Є співзасновником Українсько-Польсько-Словацько-Чесько-Угорського форуму співпраці деканів економічних факультетів аграрних університетів цих країн. Член редколегії низки іноземних та українських видань. У 2023 році обраний сенатором з правом дорадчого голосу від українських університетів європейського проекту "EU GREEN ALLIANCE". 

Нагороджений відзнакою МОН України «Відмінник освіти і науки України» (2007), Почесною відзнакою Сенату Варшавського аграрного університету (2010), орденом «За заслуги» ІІІ і II ступенів. Є почесним професором Вірменського національного аграрного університету.